# Ben Amera
Ben Amera (ar. بن عميرة) je najveći afrički monolit, koji se uzdiže 633 m iznad pustinjskog dna. To je drugi najveći monolit na svijetu, iza Ulurua u Australiji. Ben Amera se nalazi u Mauritaniji, blizu granice sa Zapadnom Saharom. Nalazi se 4 km sjeverno od željezničke pruge kojom putuje poznati Vlak željezne rude između Nouâdibhoua i Choûma.
U blizini, manji monolit, Aïsha nalazi se 20 minuta vožnje zapadno od Ben Amere. Godine 1999. desetak umjetnika međunarodne slave proslavilo je tisućljeće urezivanjem stijena u podnožju Aïshe.
Budući da nema asfalta nakon silaska sa ceste koja vodi od Atara do Zouerrata, za vožnju dubokom, pješčanom stazom do Ben Amere, potrebni su  vozilo 4x4 i iskusni pustinjski vozač. Vozači se mogu unajmiti u Ataru. Gruba staza ide paralelno s tračnicama za vlak željezne rude prije nego što ih prijeđe na 395 km. Od prosinca 2018. postojao je mali kamp u blizini pruge i sigurnosne kontrolne točke. Na ovakvim kontrolnim točkama je obično dovoljna obična fotokopija putovnice putnika.

## Vanjske poveznice
- 10 najvećih monolita na svijetu